# Стаффорд
Стаффорд (англ. Stafford) — город в Великобритании, административный центр графства Стаффордшир. Входит в состав автономного района Стаффорд, который включает в себя ещё и сельские поселения, а также коммуну Стоун.

## История
Считается, что первое поселение на месте Стаффорда было основано около 700 года святым Беортхельмом. Название происходит от слов др.-англ. ford и др.-англ. staithe (место высадки).
Болотистая местность, располагавшаяся в около реки Соу неподалёку от её впадения в реку Трент, имела важное стратегическое значение. В начале X века Этельфледа Мерсийская, дочь короля Альфреда Великого, построила на этом месте Бург (от др.-англ. Burh — укреплённое место).

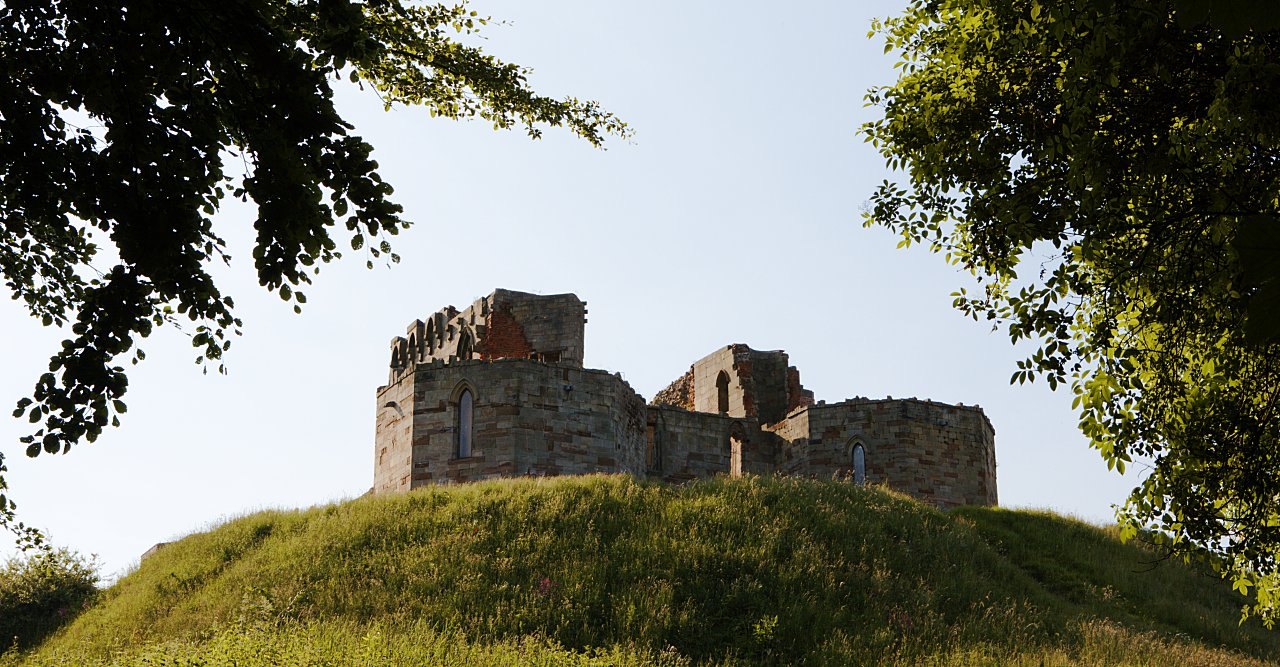
Руины Стаффордского замка

После нормандского завоевания Англии 1066 года норманны столкнулись в этом месте с ожесточённым сопротивлением, поэтому для контроля за завоёванными землям около 1090 года был построен замок. Первоначально замок был деревянным, но позже он был перестроен из камня. Стены замка были уничтожены в XVII веке во время революции сторонниками парламента, позже они были восстановлены. Первоначально замок управлялся представителями англо-нормандского рода Тосни (старофр. Tosny, 1-й род Стаффордов), а с конца XII века посредством брака замок перешёл под управление рода Багот (старофр. Bagot, 2-й род Стаффордов)
В 1206 году король Иоанн Безземельный даровал Стаффорду статус города. С этого момента Стаффорд стал одним из торговых центров, в котором продавали в основном шерсть и ткани.
В 1299 году Эдмунд Стаффорд получил титул барона Стаффорда, а его старший сын Ральф Стаффорд, 2-й барон Стаффорд, в 1351 году получил титул графа Стаффорда. Владения Ральфа получили название графства Стаффордшир, административное центром которого стал город Стаффорд.
В 1837 году через Стаффорд прошла железнодорожная линия Бирмингем — Уоррингтон.
В 2006 году Стаффорд отметил 800-летие получения статуса города, празднество, устроенное по этому случаю, посетила королева Елизавета II.

## Климат
| Показатель                    | Янв. | Фев. | Март | Апр. | Май  | Июнь | Июль | Авг. | Сен. | Окт. | Нояб. | Дек. | Год   |
| ----------------------------- | ---- | ---- | ---- | ---- | ---- | ---- | ---- | ---- | ---- | ---- | ----- | ---- | ----- |
| Средний суточный максимум, °C | 6,5  | 6,9  | 9,5  | 12,0 | 15,7 | 18,4 | 21,1 | 20,8 | 17,5 | 13,5 | 9,5   | 7,4  | 13,3  |
| Средний суточный минимум, °C  | 1,0  | 1,0  | 2,5  | 3,5  | 6,2  | 8,9  | 11,1 | 10,9 | 9,0  | 6,4  | 3,3   | 1,8  | 5,5   |
| Норма осадков, мм             | 62,7 | 44,4 | 51,2 | 48,5 | 52,7 | 59,3 | 46,7 | 57,7 | 63,6 | 60,5 | 62,0  | 66,8 | 676,0 |
| Источник: MetOffice           |      |      |      |      |      |      |      |      |      |      |       |      |       |

## Достопримечательности

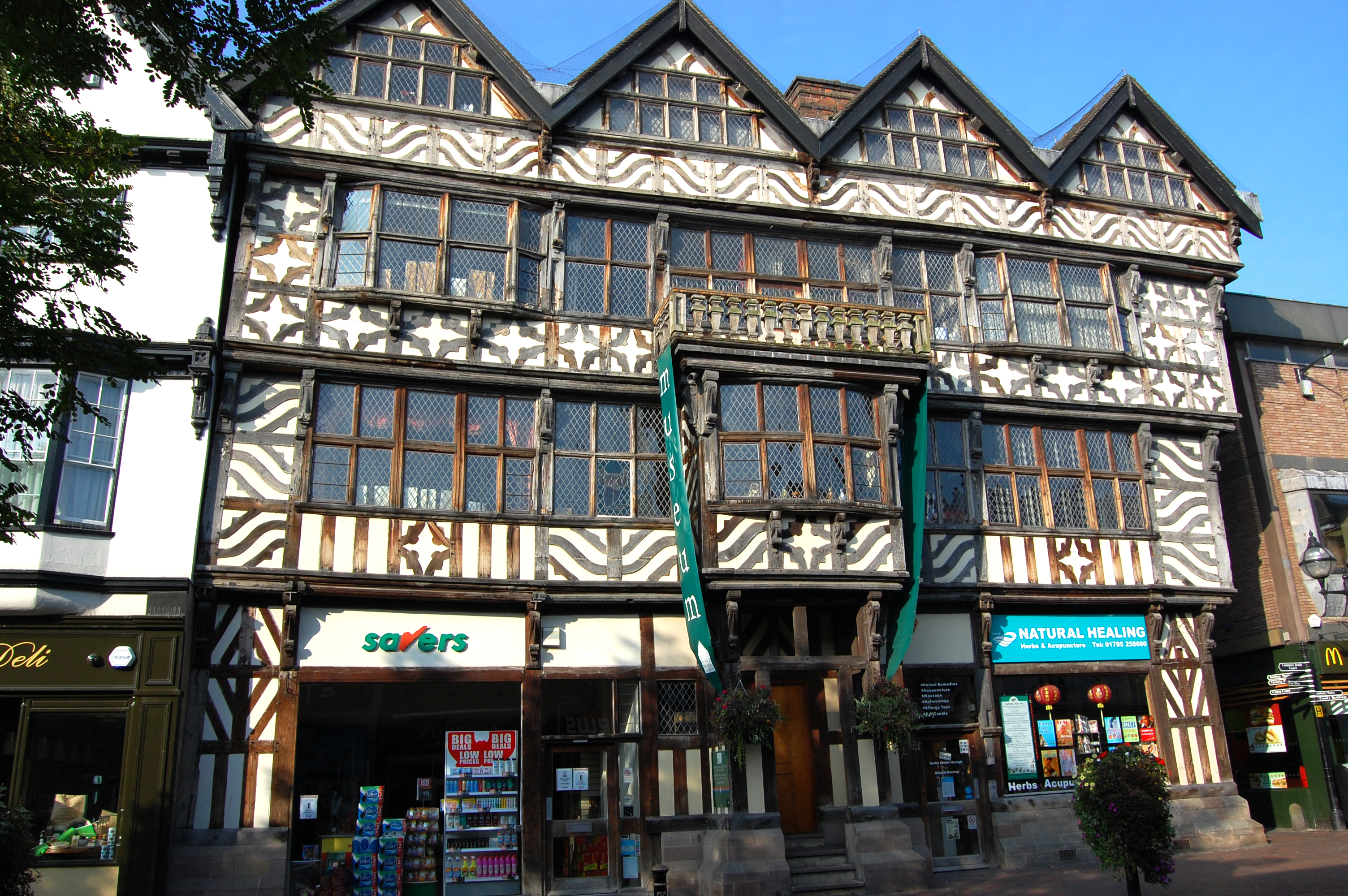
Древний высокий дом

В Стаффорде находится самый большой деревянный дом в Англии Елизаветинской эпохи (так называемый Древний высокий дом, англ. Ancient High House), построенный в 1594 году. В настоящее время в нём располагается музей.
Одной из достопримечательностей города являются развалины Стаффордского замка.
Также в городе располагается церковь Святого Чада (XII век) и церковь Святой Марии (XIII век).

## Промышленность
В городе производится электрическое и механическое оборудование. Кроме того, в нём располагаются обувные предприятия, а также добывается соль.

## Спорт
В Стаффорде базируется 3 футбольных клуба.
- Стаффорд Рейнджерс — полупрофессиональный клуб, основан в 1876 году, в сезоне 2011/12 года выступает в одной из региональных лиг 9-го английского дивизиона.
- Броктон — любительский клуб, основан в 1937 году, в сезоне 2011/12 года выступает в одной из региональных лиг 10-го английского дивизиона.
- Стаффорд Таун — любительский клуб, основан в 1976 году, в сезоне 2011/12 года в сезоне 2011/12 года выступает в одной из региональных лиг 10-го английского дивизиона.

Также в городе базируется 2 регбийных, 1 хоккейный и 1 крикетный клубы.

## Известные уроженцы и жители
- Брасси, Томас (1836—1918) — английский экономист и политик.
- Маклохлин, Патрик (р. 1957) — британский политик.
- Найт, Джон Прескотт (1803—1881) — английский художник-портретист.
- Уолтон, Исаак (1593—1683) — английский писатель, родоначальник жанра биографии в английской литературе.
- Хейкок, Питер Джон (1951—2013) — британский гитарист и композитор.